# Adenomera
Adenomera is een geslacht van kikkers uit de familie fluitkikkers (Leptodactylidae). De groep werd voor het eerst met een wetenschappelijke naam benoemd door Franz Steindachner in 1867.
Het geslacht telt vijftien soorten, inclusief de pas in 2013 beschreven soorten Adenomera cotuba, Adenomera juikitam en Adenomera saci. De verschillende soorten komen voor in Zuid-Amerika, ten oosten van de Andes.

## Taxonomie
- Soort Adenomera ajurauna
- Soort Adenomera andreae
- Soort Adenomera araucaria
- Soort Adenomera bokermanni
- Soort Adenomera coca
- Soort Adenomera cotuba
- Soort Adenomera diptyx
- Soort Adenomera engelsi
- Soort Adenomera heyeri
- Soort Adenomera hylaedactyla
- Soort Adenomera juikitam
- Soort Adenomera lutzi
- Soort Adenomera marmorata
- Soort Adenomera martinezi
- Soort Adenomera nana
- Soort Adenomera saci
- Soort Adenomera simonstuarti
- Soort Adenomera thomei

Onderfamilie Leiuperinae

Edalorhina · Engystomops · Physalaemus · Pleurodema ·  Pseudopaludicola

Onderfamilie Leptodactylinae

Adenomera · Hydrolaetare · Leptodactylus · Lithodytes

Onderfamilie Paratelmatobiinae

Crossodactylodes · Paratelmatobius · Rupirana · Scythrophrys